# 1705
Cette page concerne l'année 1705  du calendrier grégorien.
L'année 1705 est une année commune qui commence un jeudi.

## Événements
- 16 mars : le conseil de Léogâne établit une maréchaussée pour lutter contre le marronnage à Saint-Domingue[1].
- 12 juin : le baron de Pallières, parti de Pondichéry  avec l’Agréable et la Mutine, détruit le fort portugais de Benguela, sur la côte d'Angola[2].
- 8 juillet : après une défaite contre le dey d'Alger près du Kef, le bey de Tunis Ibrahim Cherif est capturé et emmené à Alger[3].
- 10 juillet : Husayn ibn 'Ali, agha de la milice, prend le pouvoir dans la régence de Tunis où il se rend quasiment indépendant[3]. Il fonde la seconde dynastie de bey qui régnera jusqu’en 1957.

- Septembre, Tibet : le régent Sangyé Gyatso est assassiné sur ordre du khan mongol Lhazang Khan, chef de la tribu des Qoshot[4]. Pour terminer la construction du palais du Potala, Sangyé Gyatso respectant les souhaits du cinquième dalaï-lama garda le secret sur sa mort pendant douze ans, jusqu'en 1697, quand il envoya son ministre Shabdrung Ngawang Shonu à la cour mandchoue pour informer l'empereur Kangxi de la mort du cinquième et de la découverte du sixième dalaï-lama, Tsangyang Gyatso âgé alors de quatorze ans, qui monta sur le trône. Sa personnalité excentrique, l'abandon de ses vœux monastiques et l'amour de la poésie et des femmes lui attireront la sympathie du peuple tibétain mais, selon Elisabeth Martens, les foudres des Mongols et des Qing[5].

- 5 octobre : à Java, le royaume de Mataram cède Cirebon et le Priangan à la Compagnie néerlandaise des Indes orientales en remboursement des services rendus lors de la première guerre de Succession javanaise qui a mis sur le trône le Susuhunan Pakubuwono Ier.

- Octobre : publication du code des esclaves en Virginie[6]. Seuls les Noirs peuvent être réduits en esclavage. Le code prévoit la mutilation des esclaves révoltés[7]. Il prévoit de fournir aux serviteurs blancs dont le contrat prend fin dix boisseaux de céréales, trente shillings et une arme, aux femmes quinze boisseaux de céréales et quarante shillings[8]. Les domestiques blancs devenus libres se voient attribuer vingt hectares de terres.

- 4 décembre : arrivée à Pékin du légat monseigneur Charles de Tournon (futur cardinal de Tournon), dépêché par le pape en Chine avec l’ordre d’interdire aux missionnaires toute tolérance des « rites chinois »[9]. Il est expulsé par Kangxi en 1707 après la publication de la condamnation absolue des accommodations jésuites (tolérance du culte des ancêtres, identification du Tian ou Shang Di, notion confucéenne, avec le Dieu des chrétiens).
- 20 - 21 décembre, Inde : évacuation par les Sikhs du fort d'Anandpur, assiégé par les Moghols depuis le mois de mai. Le Gurû Gobind Singh parvient à s'enfuir après avoir perdu ses deux fils et la plupart des combattants Sikhs à la bataille de Chamkaur[10].

- Les missionnaires orthodoxes atteignent le Kamtchatka[11].
- Japon : 3 600 000 péperins en direction du sanctuaire d’Ise[12].

### Europe
- 14 mars[13], Grande-Bretagne : vote d’une loi sur les étrangers (Alien Act), qui menace d’interdire tout commerce entre l’Écosse et l’Angleterre et de traiter les Écossais comme des étrangers si les négociations sur l’union ne s’ouvrent pas.
- 26 avril : testament de Léopold Ier[14].
- 5 mai : mort de Léopold Ier, empereur romain germanique (début en 1658) et début du règne de Joseph Ier, empereur des Romains, roi de Bohême et de Hongrie (fin en 1711)[15].
- 26 juillet : victoire de la Suède sur les Russes à la bataille de Gemauerthof en Courlande[16].
- 30 juillet, Russie : soulèvement d’Astrakhan à la suite de la décision du gouverneur d'appliquer les oukase interdisant le port de la barbe et les vêtements traditionnels ; les insurgés s'emparent du pouvoir mais n'obtiennent pas l’appui des cosaques du Don et la révolte est réprimée par les troupes du maréchal Boris Cheremetiev le 12 mars 1706. Plus de 300 insurgés sont exécutés[17].

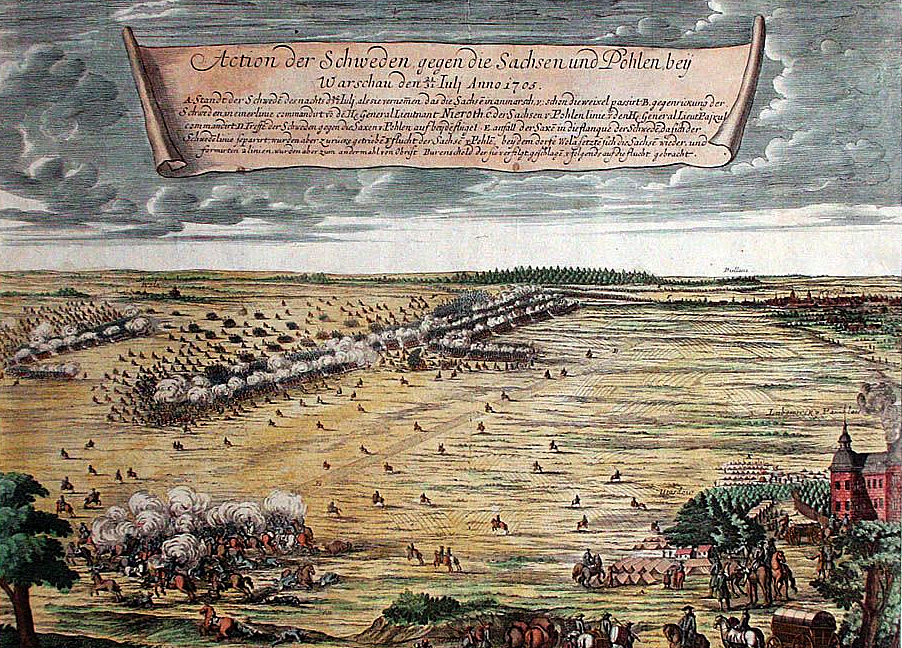
31 juillet : bataille de Varsovie

- 31 juillet[18], grande guerre du Nord : le général suédois Carl Nieroth bat les Saxons et les Polonais partisans de Auguste II près de Varsovie. Le lieutenant-général saxon Paykull est fait prisonnier[19].
- 28 août : la Principauté de Lunebourg est rattachée au Hanovre à la mort de Georges-Guillaume de Brunswick-Lunebourg[20].
- 20 septembre : investiture de François II Rákóczi comme régent de Hongrie[21].
  - À la mort de l’empereur Léopold, certains nobles envisagent de mettre Ferenc II Rakóczi sur le trône de Hongrie, mais une diète réunit à Szécsény recule devant une rupture complète avec les Habsbourg et se contente de lui donner le titre de prince de Hongrie.
- 19 décembre : Patkoul, « commissaire du tsar », est arrêté à Dresde[22]. Il sera livré aux Suédois puis condamné et exécuté en 1707.

- Révolte des Tatars de Kazan’ et des Bachkirs de l’Oural contre les fonctionnaires russes (1705-1720)[23].
- Conscription obligatoire en Russie[24].
- La vente du sel et du tabac devient monopole d’État en Russie[25].

#### Guerre de Succession d'Espagne
- 7 février : les forces franco-espagnoles du marquis de Villadarias et du maréchal de Tessé assiègent Gibraltar[26].
- 15 mars : début du siège de Nice[27].

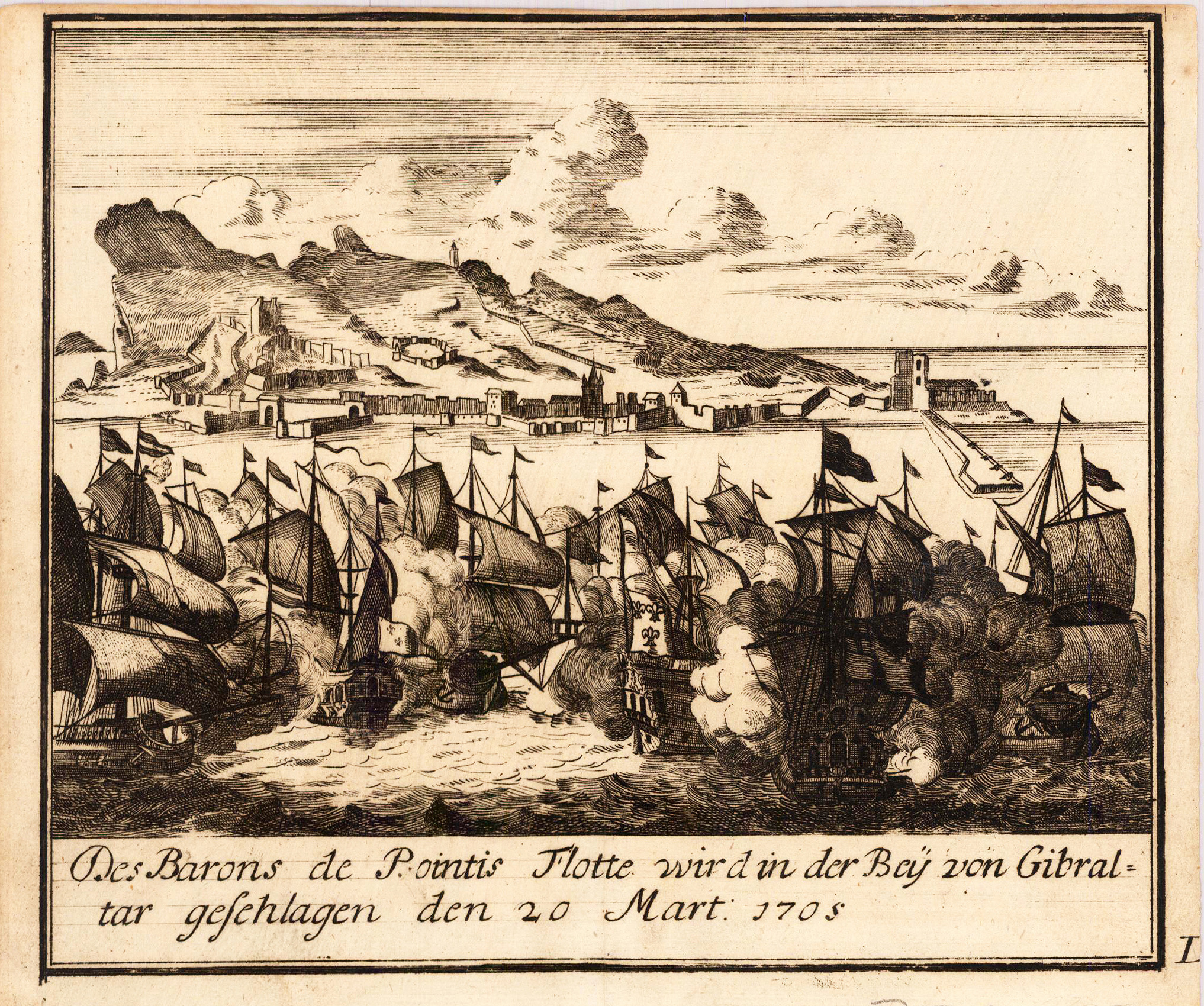
21 mars : bataille de Marbella.

- 21 mars : bataille de Marbella. Les Anglais brisent, pour la seconde fois, le siège de Gibraltar imposé par les Français et les Espagnols ; il est levé le 23 avril[28].

- 10 juin : Villars et Maximilien-Emmanuel de Bavière prennent Huy et occupent Liège. Ils assiègent le château mais doivent reculer devant Marlborough (juillet)[29].
- 20 juin : pacte de Gênes[30]. La Catalogne signe un traité avec l'Angleterre et Gênes contre le roi d'Espagne.

- 18 juillet : le duc de Marlborough force les lignes du Brabant[31].

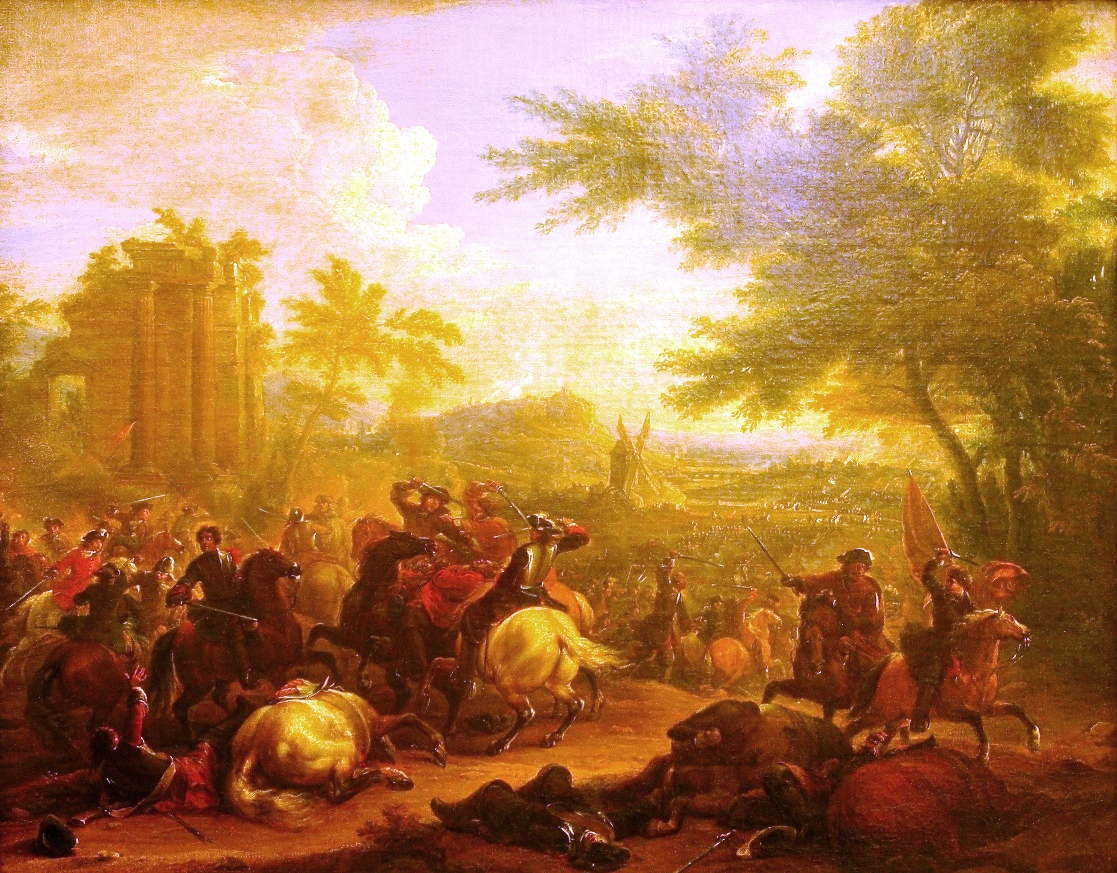
16 août : bataille de Cassano.

- 16 août : Vendôme bat le prince Eugène à la bataille de Cassano, en Lombardie[29]. Les opérations de 1705 dans la guerre de Succession d'Espagne donnent une impression de blocage stratégique. Louis XIV fait à l’automne de secrètes ouvertures de paix à la Hollande sur la base d’un démembrement des possessions espagnoles (Philippe V d'Espagne restant à Madrid).

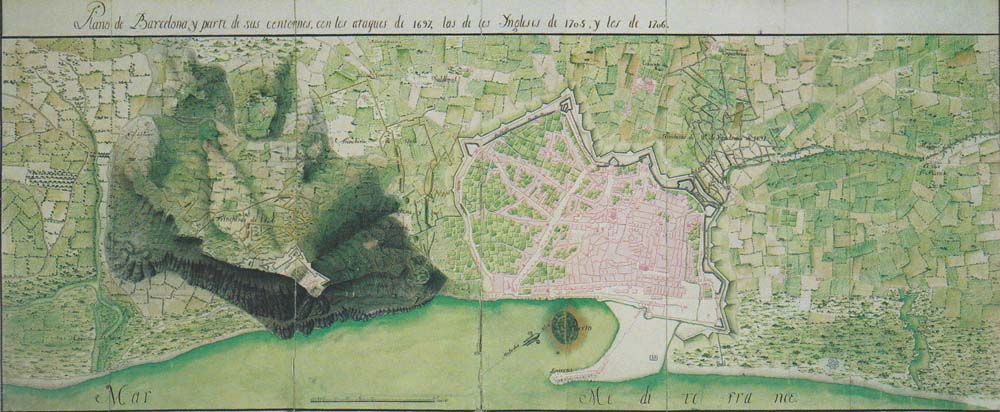
22 août-9 octobre : siège de Barcelone.

- 22 août : la flotte coalisée se présente devant Barcelone[32]. Les Anglo-Hollandais débarquent le 25 août dix-huit bataillons, huit mille hommes et quinze cents chevaux[33]. Début du siège de Barcelone.

- 13 - 17 septembre : bataille de Montjuïc[32].

- 9 octobre : reddition de Barcelone après six semaines de siège[32]. La ville est livrée par les Anglais à « Charles III » de Habsbourg.
- 16 octobre : le maréchal de Tessé oblige le marquis de Las-Minas à lever le siège de Badajoz[34].
- 18 novembre : traité d’alliance polono-suédois de Varsovie contre la Russie[35].

- 16 décembre : révolte à Valence, qui prend le parti de Charles III[36].

- 28 décembre : la population de Saragosse attaque les troupes françaises du maréchal de Tessé qui traversent la ville après que trois paysans soupçonnés de meurtre ont été mis en prison. De nombreux soldats sont tués[37]. D'autres soulèvements paysans éclatent à Guerra, près de Saragosse[38].

## Naissances en 1705
- 24 janvier : Farinelli (Carlo Broschi), chanteur italien († 16 septembre 1782).
- 12 février : Johann Elias Bach, musicien allemand († 30 novembre 1755).
- 15 février : Charles André dit Carle Van Loo ou Vanloo, peintre français († 15 juillet 1765).
- 10 mars : Peter Artedi, naturaliste suédois († 27 septembre 1735).
- 30 mars : August Johann Rösel von Rosenhof (ou Roesel), artiste et naturaliste allemand († 27 mars 1759).
- 18 août : Emanuel Büchel, boulanger, dessinateur, topographe et aquarelliste suisse († 24 septembre 1775).
- 26 septembre : baptême de Egidio dall'Oglio, peintre italien († 1784).
- 20 octobre : Nicolas Furgault, helléniste français († 23 décembre 1794).
- 31 octobre : Clément XIV (Giovanni Ganganelli), pape de 1769 à 1774 († 22 septembre 1774).
- 17 novembre : Andrea Casali, peintre rococo italien († 7 septembre 1784).
- 24 novembre : Christian Moritz von Königsegg-Rothenfels, maréchal de l'armée impériale autrichienne, chevalier teutonique, bailli d'Alsace et de Bourgogne et Commandeur de Holzkirchen († 21 juillet 1778).

Date inconnue
- Johann Jacob Cramer, pianiste et compositeur allemand († 1770).
- Đoàn Thị Điểm, poétesse classique vietnamienne († 11 septembre 1748).
- Sidney Smythe, juge et homme politique anglais († 2 novembre 1778).

## Décès en 1705
- 5 janvier : Georg Christoph Eimmart, dessinateur, graveur, mathématicien et astronome allemand (° 22 août 1638).
- 12 janvier : Luca Giordano, peintre italien (° 18 octobre 1634).
- 17 janvier : John Ray, naturaliste anglais, fondateur en Angleterre de la classification naturelle (° 29 novembre 1627).

- 5 février : Philipp Jakob Spener, théologien protestant alsacien fondateur du piétisme, mouvement luthérien qui insistait sur l’expérience religieuse individuelle (° 13 janvier 1635).

- 3 mars : Adam van Lintz, poète et mathématicien néerlandais (date de naissance inconnue).
- 28 mars : Gaspard Rigaud, peintre français (° 1er juin 1661).
- 31 mars : Michel de Cornical, peintre d'histoire français (° 1668).

- 22 avril : Abdias Maurel, chef camisard, brûlé vif à Nîmes.

- 5 mai : Léopold Ier, empereur allemand (° 1640).
- 28 mai : Jan Vermeer van Haarlem le jeune,  peintre et graveur paysagiste néerlandais (° 29 novembre 1656).

- 16 août : Jacques Bernoulli, mathématicien suisse (° 27 décembre 1654).

- 8 septembre : Louis Tronchin, pasteur calviniste, partisan de la doctrine d'Amyraut.
- 14 septembre : François Sicre, peintre français (° 1640).
- 15 septembre : Orazio Talami, peintre baroque italien (° 1624).
- 17 octobre : Ninon de Lenclos, courtisane française (° 10 novembre 1620).
- 24 octobre : Marc Nattier, peintre français (° 1642).

- 3 ou 4 novembre : Domenico Bettini, peintre baroque italien (° 1644).
- 11 novembre : Giuseppe Diamantini, peintre italien (° 1621).